# Nahamie Sambou
Nahamie Sambou (27 de octubre de 1991) es una deportista senegalesa que compite en lucha libre. Ganó dos medallas de bronce en el Campeonato Africano de Lucha entre los años 2013 y 2014.

## Palmarés internacional
| Campeonato Africano | Campeonato Africano | Campeonato Africano | Campeonato Africano |
| Año                 | Lugar               | Medalla             | Categoría           |
| ------------------- | ------------------- | ------------------- | ------------------- |
| 2013                | Yamena ()           | Medalla de bronce   | 48 kg               |
| 2014                | Túnez (Túnez)       | Medalla de bronce   | 48 kg               |